# Nanaguna brunnea
Nanaguna brunnea är en fjärilsart som beskrevs av George Francis Hampson 1905. Nanaguna brunnea ingår i släktet Nanaguna och familjen trågspinnare. Inga underarter finns listade i Catalogue of Life.